# Leuglay
Leuglay é uma comuna francesa na região administrativa da Borgonha-Franco-Condado, no departamento de Côte-d'Or. Estende-se por uma área de 24,89 km². Em 2010 a comuna tinha 306 habitantes (densidade: 12,3 hab./km²).